# Wiktor Radus-Zieńkowicz
Wiktor Aleksiejewicz Radus-Zieńkowicz (ros. Виктор Алексеевич Радус-Зенькович, ur. 12 stycznia 1878 w Archangielsku, zm. 4 października 1967 w Moskwie) – radziecki polityk i działacz partyjny.
Studiował na Wydziale Medycznym Uniwersytetu Moskiewskiego (nie ukończył), 1898 wstąpił do nowo powstałej SDPRR, 1898 aresztowany i zesłany, 1899 zwolniony, później ponownie aresztowany i zesłany. W 1902 aresztowany i skazany na 3 lata zesłania do guberni irkuckiej, w sierpniu 1902 zbiegł, wyemigrował do Szwajcarii, w listopadzie 1903 wrócił do Rosji. W marcu 1904 aresztowany, 1905 zwolniony, 1906 ponownie aresztowany, 1906-1907 odbywał służbę w rosyjskiej armii, następnie zdemobilizowany. W 1908 aresztowany i skazany na 6 lat katorgi, 1913-1917 przebywał w Irkucku, 19 marca 1917 amnestionowany po rewolucji lutowej. Od lipca 1917 do 1919 członek Komitetu Wykonawczego Rady Saratowskiej, komisarz ds. prasy tego komitetu, redaktor gazet „Socyał-diemokrat”, „Krasnaja gazieta” i „Izwiestija Saratowskogo Sowieta” (Saratów), 1919 kierownik Wydziału Agitacyjno-Propagandowego Saratowskiego Gubernialnego Komitetu RKP(b). Do 3 lipca 1919 przewodniczący Komitetu Wykonawczego Saratowskiej Rady Gubernialnej, od 3 lipca 1919 do stycznia 1920 przewodniczący Saratowskiego Gubernialnego Komitetu Rewolucyjnego, od stycznia do czerwca 1920 ponownie przewodniczący Komitetu Wykonawczego Saratowskiej Rady Gubernialnej, potem do października 1920 przewodniczący Rady Wojskowo-Rewolucyjnej 2 Nadwołżańskiej Armii Robotniczej. Od 25 sierpnia 1920 do 1922 członek Kirgiskiego Obwodowego Biura KC RKP(b), od 15 września do 4 października 1920 przewodniczący Kirgiskiego Komitetu Rewolucyjnego, od 12 października 1920 do października 1921 przewodniczący Rady Komisarzy Ludowych Kirgiskiej ASRR (Kazachskiej ASRR), 1922 pomocnik prokuratora RFSRR. Od 25 kwietnia 1923 do 26 czerwca 1930 członek Centralnej Komisji Kontrolnej RKP(b)/WKP(b), 1925-1927 przewodniczący Centralnej Komisji Kontrolnej Komunistycznej Partii (bolszewików) Białorusi i ludowy komisarz inspekcji robotniczo-chłopskiej Białoruskiej SRR. Od 1 stycznia 1926 do 26 czerwca 1930 zastępca członka Prezydium Centralnej Komisji Kontrolnej WKP(b). Odznaczony Orderem Lenina i Orderem Znak Honoru.